# Grigorij Koltunov
Grigorij Koltunov (russisk: Григорий Яковлевич Колтунов) (født 6. september 1907 i Odessa i det Russiske Kejserrige, død 24. juni 1999 i Odessa i Ukraine) var en sovjetisk filminstruktør og manuskriptforfatter.

## Filmografi
- Tjornaja tjajka (Чёрная чайка, 1962)[2][3]